# جون هايوارد
جون هايوارد هو قاضي وسياسي كندي، ولد في 1819، وتوفي في 13 مارس 1885.